# Superliga de Turquía 2016-17
La temporada 2016-17 (2016-17 Spor Toto Süper Lig) es la 59.ª temporada de la Superliga de Turquía, la máxima categoría del fútbol profesional en Turquía. El torneo comenzó el 19 de agosto de 2016 y finalizará el 21 de mayo de 2017. El campeón defensor es el Beşiktaş de Estambul.

## Ascensos y descensos
Sivasspor, Eskişehirspor, Mersin İdmanyurdu fueron relegados al final de la temporada 2015-16 después de terminar en los tres últimos lugares de la tabla de posiciones. 
Los equipos descendidos fueron reemplazados por el campeón de la TFF Primera División el Adanaspor, el subcampeón Kardemir Karabükspor y el ganador de la eliminatoria el Alanyaspor.
| Pos. | Descendidos de la Superliga de Turquía 2015-16 |
| ---- | ---------------------------------------------- |
| 16.º | Sivasspor                                      |
| 17.º | Eskişehirspor                                  |
| 18.º | Mersin İdmanyurdu                              |

| Pos.  | Ascendidos de la Bank Asya 1. lig 2015-16 |
| ----- | ----------------------------------------- |
| 1.º   | Adanaspor                                 |
| 2.º   | Kardemir Karabükspor                      |
| Prom. | Alanyaspor                                |

## Clubes
| Club                 | Ciudad     | Estadio                               | Aforo         |
| -------------------- | ---------- | ------------------------------------- | ------------- |
| Adanaspor            | Adana      | Estadio Adana 5 Ocak                  | 14,000        |
| Alanyaspor           | Alanya     | Estadio Bahçeşehir Okulları           | 10,500        |
| Akhisar Belediyespor | Manisa     | Manisa 19 Mayis                       | 16.597        |
| Antalyaspor          | Antalya    | Yeni Antalya                          | 33.030        |
| Beşiktaş             | Estambul   | Vodafone Arena                        | 41.500        |
| Bursaspor            | Bursa      | Timsah Arena                          | 43.330        |
| Çaykur Rizespor      | Rize       | Yeni Rize Şehir                       | 15.485        |
| Fenerbahçe           | Estambul   | Şükrü Saracoğlu                       | 50.509        |
| Galatasaray          | Estambul   | Türk Telekom Arena                    | 52.652        |
| Gaziantepspor        | Gaziantep  | Gaziantep Kamil Ocak Gaziantep Arena  | 16.981 35.500 |
| Gençlerbirliği       | Ankara     | Ankara 19 Mayis                       | 19.209        |
| İstanbul Başakşehir  | Estambul   | Başakşehir Arena                      | 17.800        |
| Karabükspor          | Karabük    | Dr. Necmettin Şeyhoğlu                | 14,200        |
| Kayserispor          | Kayseri    | Kadir Has                             | 32.800        |
| Kasımpaşa            | Estambul   | Recep Tayyip Erdoğan                  | 14.234        |
| Konyaspor            | Konya      | Torku Arena                           | 42.276        |
| Osmanlispor          | Ankara     | Yenikent Asaş                         | 20.000        |
| Trabzonspor          | Trebisonda | Hüseyin Avni Aker Estadio Şenol Güneş | 24.169 41.500 |

### Información de los equipos
| Club                 | Técnico             | Capitán            | Kit manufacturer | Patrocinador |
| -------------------- | ------------------- | ------------------ | ---------------- | ------------ |
| Adanaspor            | Krunoslav Jurčić    | Cem Özdemir        | Lotto            |              |
| Akhisar Belediyespor | Tolunay Kafkas      | Custódio           | Nike             |              |
| Antalyaspor          | Jose Morais         | Mehmet Sedef       | Nike             | İati         |
| Atiker Konyaspor     | Aykut Kocaman       | Ali Çamdalı        | Hummel           | Atiker       |
| Aytemiz Alanyaspor   | Hüseyin Kalpar      | Haydar Yılmaz      | Kappa            | TAV Airports |
| Beşiktaş             | Şenol Güneş         | Tolga Zengin       | Adidas           | Vodafone     |
| Bursaspor            | Hamza Hamzaoğlu     | Pablo Batalla      | Puma             | Warmhaus     |
| Çaykur Rizespor      | Hikmet Karaman      | Orhan Ovacıklı     | Nike             | Çaykur       |
| Fenerbahçe           | Dick Advocaat       | Volkan Demirel     | Adidas           | Nesine.com   |
| Galatasaray          | Jan Olde Riekerink  | Selçuk İnan        | Nike             | Nef          |
| Gaziantepspor        | İsmail Kartal       | Elyasa Süme        | Adidas           |              |
| Gençlerbirliği       | İbrahim Üzülmez     | Ahmet Yılmaz Çalık | Lotto            |              |
| Kardemir Karabükspor | Igor Tudor          | Ahmet Şahin        | Adidas           | Kardemir     |
| Kasımpaşa            | Rıza Çalımbay       | Adem Büyük         | Nike             | Parkcam      |
| Kayserispor          | Hakan Kutlu         | Larrys Mabiala     | Adidas           |              |
| Medipol Başakşehir   | Abdullah Avcı       | Emre Belözoğlu     | Nike             | Makro        |
| Osmanlıspor          | Mustafa Reşit Akçay | Erdal Kılıçaslan   | Nike             | ATG          |
| Trabzonspor          | Ersun Yanal         | Onur Recep Kıvrak  | Nike             | QNB          |

## Tabla de posiciones
- Actualización final el 3 de junio de 2017[3]

| Pos. | Equipo               | Pts. | PJ | G  | E  | P  | GF | GC | Dif. | Clasificación o descenso                                                           |
| ---- | -------------------- | ---- | -- | -- | -- | -- | -- | -- | ---- | ---------------------------------------------------------------------------------- |
| 1    | Beşiktaş             | 77   | 34 | 23 | 8  | 3  | 73 | 30 | +43  | Campeón1                                                                           |
| 2    | İstanbul Başakşehir  | 73   | 34 | 21 | 10 | 3  | 63 | 28 | +35  | Clasificado a fase de grupos de Liga de Campeones de la UEFA 2017-18               |
| 3    | Fenerbahçe           | 64   | 34 | 18 | 10 | 6  | 60 | 32 | +28  | Clasificado a la tercera ronda clasificatoria Liga de Campeones de la UEFA 2017-18 |
| 4    | Galatasaray          | 64   | 34 | 20 | 4  | 10 | 65 | 40 | +25  | Clasificado a la tercera ronda clasificatoria de Liga Europa de la UEFA 2017-18    |
| 5    | Antalyaspor          | 58   | 34 | 17 | 7  | 10 | 47 | 40 | +7   | Clasificado a la segunda ronda clasificatoria de Liga Europa de la UEFA 2017-18    |
| 6    | Trabzonspor          | 51   | 34 | 14 | 9  | 11 | 39 | 34 | +5   |                                                                                    |
| 7    | Akhisar Belediyespor | 48   | 34 | 14 | 6  | 14 | 46 | 42 | +4   |                                                                                    |
| 8    | Gençlerbirliği       | 46   | 34 | 12 | 10 | 12 | 33 | 34 | −1   |                                                                                    |
| 9    | Konyaspor (a)        | 43   | 34 | 11 | 10 | 13 | 40 | 45 | −5   | Clasificado a la tercera ronda clasificatoria de Liga Europa de la UEFA 2017-18    |
| 10   | Kasımpaşa            | 43   | 34 | 12 | 7  | 15 | 46 | 50 | −4   |                                                                                    |
| 11   | Kardemir Karabükspor | 43   | 34 | 12 | 7  | 15 | 38 | 48 | −10  |                                                                                    |
| 12   | Alanyaspor           | 40   | 34 | 12 | 4  | 18 | 54 | 65 | −11  |                                                                                    |
| 13   | Osmanlıspor          | 38   | 34 | 9  | 11 | 14 | 37 | 45 | −8   |                                                                                    |
| 14   | Bursaspor            | 38   | 34 | 11 | 5  | 18 | 34 | 58 | −24  |                                                                                    |
| 15   | Kayserispor          | 38   | 34 | 10 | 8  | 16 | 47 | 58 | −11  |                                                                                    |
| 16   | Çaykur Rizespor      | 36   | 34 | 10 | 6  | 18 | 44 | 53 | −9   | Descendido a la TFF Primera División 2017-18                                       |
| 17   | Gaziantepspor        | 26   | 34 | 7  | 5  | 22 | 30 | 65 | −35  | Descendido a la TFF Primera División 2017-18                                       |
| 18   | Adanaspor            | 25   | 34 | 6  | 7  | 21 | 33 | 62 | −29  | Descendido a la TFF Primera División 2017-18                                       |

 Fuente: Spor Toto Süper Lig 2016-2017
1A raíz de los incidentes producidos en el partido de ida de los cuartos de final Beşiktaş-Olympique de Lyon por la Liga Europa de la UEFA 2016-17, el Beşiktaş fue sancionado por la UEFA con la exclusión por la próxima temporada de cualquier competición europea internacional, además de una multa de 100.000 euros. La sanción tendrá efecto probatorio de dos años, y en caso de reincidir, se excluirá a ambos clubes de los torneos internacionales europeos.
- (a) El Konyaspor esta clasificado a la Liga Europa de la UEFA 2017-18 como vencedor de la Copa de Turquía 2016-17.

## Goleadores
- «Süper Lig Top Goalscorers». TFF.

| Pos. | Jugador           | Equipo               | Goles |
| ---- | ----------------- | -------------------- | ----- |
| 1    | Vágner Love       | Alanyaspor           | 23    |
| 2    | Cenk Tosun        | Beşiktaş             | 20    |
| 3    | Samuel Eto'o      | Antalyaspor          | 18    |
| 4    | Riad Bajić        | Konyaspor            | 17    |
| 5    | Léonard Kweuke    | Çaykur Rizespor      | 14    |
| 6    | Anderson Talisca  | Beşiktaş             | 13    |
| 6    | Serdar Gürler     | Gençlerbirliği       | 13    |
| 8    | Moussa Sow        | Fenerbahçe           | 12    |
| 8    | Welliton          | Kayserispor          | 12    |
| 8    | Vincent Aboubakar | Beşiktaş             | 12    |
| 11   | Bruma             | Galatasaray          | 11    |
| 11   | Deniz Türüç       | Kayserispor          | 11    |
| 11   | Ricardo Vaz Tê    | Akhisar Belediyespor | 11    |

## TFF Primera División
La TFF Primera División es la segunda categoría del fútbol en Turquía. En la edición 2016-17, los clubes Sivasspor y Yeni Malatyaspor consiguieron el ascenso automáticamente, mientras Göztepe Izmir consiguió el tercer ascenso al ganar los playoffs en los que participaron los clubes clasificados entre el tercer y sexto puesto.
| Pos. | Equipo               | Pts. | PJ | G  | E  | P  | GF | GC | Dif. | Clasificación o descenso        |
| ---- | -------------------- | ---- | -- | -- | -- | -- | -- | -- | ---- | ------------------------------- |
| 1    | Sivasspor (A)        | 62   | 34 | 17 | 11 | 6  | 51 | 27 | +24  | Asciende a Superliga 2017-18    |
| 2    | Yeni Malatyaspor (A) | 61   | 34 | 18 | 7  | 9  | 47 | 40 | +7   | Asciende a Superliga 2017-18    |
| 3    | Eskişehirspor        | 56   | 34 | 16 | 11 | 7  | 62 | 44 | +18  | Clasificados a playoffs         |
| 4    | Boluspor             | 54   | 34 | 16 | 6  | 12 | 56 | 53 | +3   | Clasificados a playoffs         |
| 5    | Göztepe (A)          | 53   | 34 | 15 | 8  | 11 | 55 | 51 | +4   | Clasificados a playoffs         |
| 6    | Giresunspor          | 53   | 34 | 15 | 8  | 11 | 40 | 34 | +6   | Clasificados a playoffs         |
| 7    | Altınordu            | 53   | 34 | 14 | 11 | 9  | 45 | 37 | +8   |                                 |
| 8    | Ümraniyespor         | 48   | 34 | 12 | 12 | 10 | 42 | 38 | +4   |                                 |
| 9    | Balıkesirspor        | 42   | 34 | 10 | 12 | 12 | 56 | 48 | +8   |                                 |
| 10   | Elazığspor           | 41   | 34 | 12 | 11 | 11 | 43 | 35 | +8   |                                 |
| 11   | Denizlispor          | 40   | 34 | 11 | 10 | 13 | 46 | 45 | +1   |                                 |
| 12   | Manisaspor           | 39   | 34 | 11 | 9  | 14 | 47 | 53 | −6   |                                 |
| 13   | Gaziantep BB         | 37   | 34 | 9  | 10 | 15 | 37 | 46 | −9   |                                 |
| 14   | Adana Demirspor      | 36   | 34 | 8  | 15 | 11 | 47 | 51 | −4   |                                 |
| 15   | Samsunspor           | 36   | 34 | 9  | 9  | 16 | 27 | 46 | −19  |                                 |
| 16   | Şanlıurfaspor        | 36   | 34 | 9  | 9  | 16 | 38 | 46 | −8   | Descenso a TFF Segunda División |
| 17   | Bandırmaspor         | 35   | 34 | 9  | 8  | 17 | 43 | 52 | −9   | Descenso a TFF Segunda División |
| 18   | Mersin İdmanyurdu    | 26   | 34 | 6  | 11 | 17 | 35 | 71 | −36  | Descenso a TFF Segunda División |

 Fuente: TFF First League, Soccerway
Notas:
1. ↑  Eskişehirspor se le restaron 3 puntos.
2. ↑  Elazığspor se le restaron 6 puntos.
3. ↑  Denizlispor se le restaron 3 puntos.
4. ↑  Manisaspor se le restaron 3 puntos.
5. ↑  Adana Demirspor se le restaron 3 puntos.
6. ↑  Mersin İdmanyurdu se le restaron 3 puntos.